# 1799年の相撲
1799年の相撲（1799ねんのすもう）は、1799年の相撲関係のできごとについて述べる。

## 興行
- 2月場所（江戸相撲）[1]
  - 興行場所:本所回向院
  - 4月2日（旧2月28日）より晴天10日間興行
    - 雨天続きのため、7日目で打ち切り。
- 7月場所（大坂相撲）[1]
  - 興行場所:南堀江
- 11月場所（江戸相撲）[2]
  - 興行場所:本所回向院
  - 11月27日（旧11月1日）より晴天10日間興行